# ويليام ألين (سياسي)
ويليام ألين (بالإنجليزية: William Allen)‏ هو قاضي ومحامي وسياسي أمريكي، ولد في 13 أغسطس 1827 في هاملتن في الولايات المتحدة، وتوفي في 6 يوليو 1881 في غرينفيل في الولايات المتحدة. حزبياً، نشط في الحزب الديمقراطي والحزب الجمهوري. وقد انتخب عضو مجلس النواب الأمريكي.